# Landry Jones

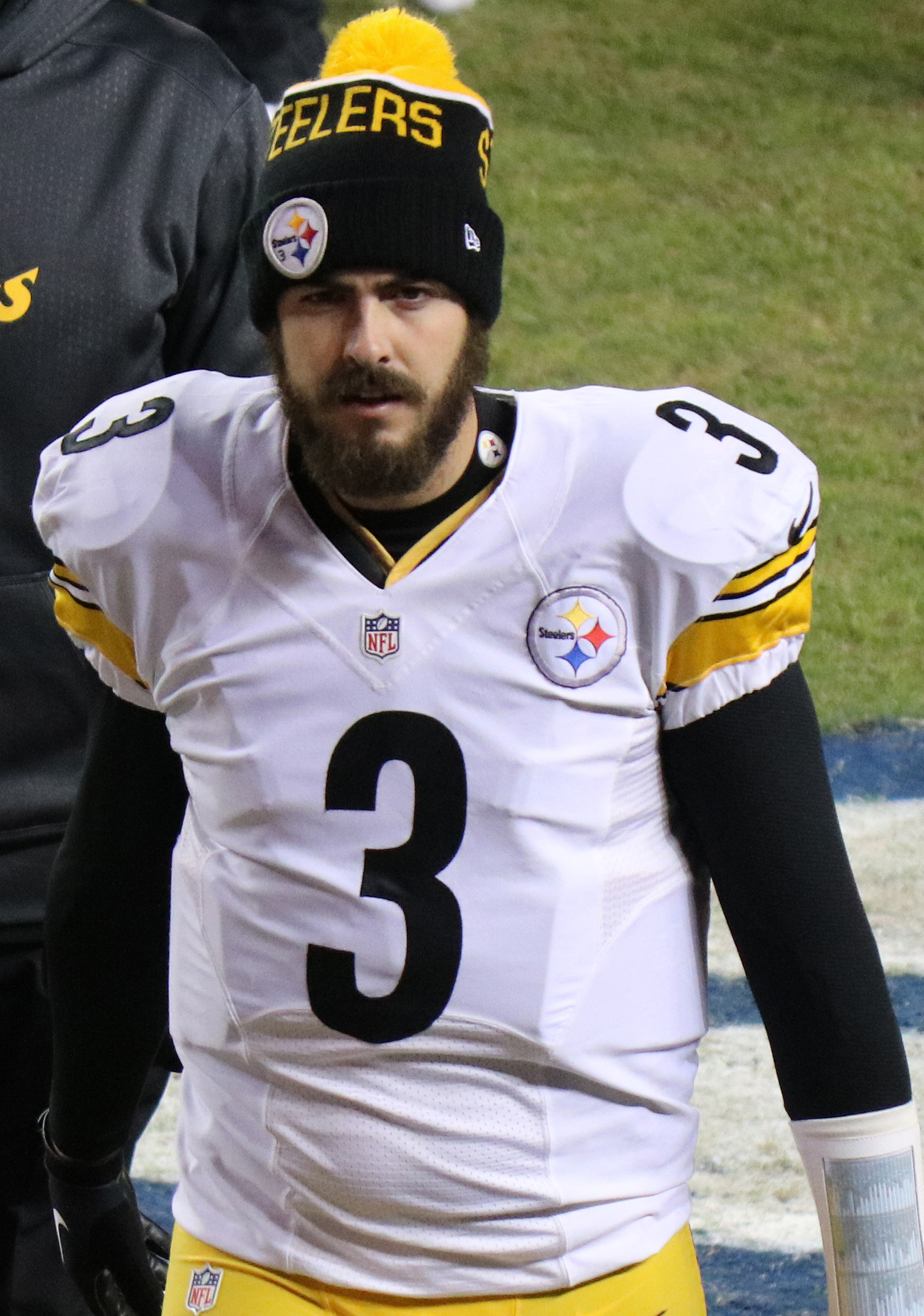
Jones em 2016.

Landry Jones (4 de abril de 1989, Artesia, Novo México, Estados Unidos) é um jogador profissional de futebol americano estadunidense que atualmente joga no Pittsburgh Steelers.

## Números como profissional
- Jardas aéreas: 1 310
- TD–INT: 8–7
- Passer rating:	86,2